# Norman Borlaug
Norman Ernest Borlaug (Cresco, 25 de março de 1914 — Dallas, 12 de setembro de 2009) foi um engenheiro agrônomo e biólogo estadunidense. Foi famoso pelos seus trabalhos a fim de combater a fome ao redor do mundo.

## Biografia

### Educação e Carreira
Borlaug formou-se em Agronomia pela Universidade de Minnesota em 1942, especializando-se em genética e patologia vegetal. Após ter obtido seu Ph.D. em fitopatologia e genética pela Universidade de Minnesota em 1942, Borlaug trabalhou como pesquisador agrícola no México, onde desenvolveu a variedade de trigo semi-anão de alto rendimento, resistente a doenças fúngicas. Como resultado, o México tornou-se um exportador líquido de trigo em 1963. A seguir, Borlaug introduziu variedades de alto rendimento e técnicas modernas de produção agrícola no Paquistão e na Índia. Entre 1965 e 1970, a produção de trigo quase dobrou no Paquistão e na Índia, melhorando consideravelmente a segurança alimentar desses países.
Estes aumentos na produtividade e produção agrícolas de meados do Século XX foram chamados de Revolução Verde. Estima-se que o trabalho de Borlaug tenha salvo da inanição entre 245 milhões e 1 bilhão de vidas em todo o mundo. Em reconhecimento à sua contribuição para a paz mundial através do aumento do fornecimento de alimentos, ele foi premiado com o Nobel da Paz em 1970.
Mais tarde, ele ajudou a aplicar estes métodos de produção de alimento na Ásia e África. Borlaug defendeu o uso dos métodos técnico-científicos da Revolução Verde e agora da biotecnologia com o objetivo de diminuir a fome mundial.

### Críticas ao trabalho de Borlaug
Entre as críticas ambientais e socioeconômicas que tem enfrentado estão as de que seus métodos criaram dependência de monoculturas em muitos países, que as técnicas de agricultura são insustentáveis no longo prazo, que elas levam ao endividamento dos agricultores de subsistência, e que provocam níveis elevados de câncer entre as pessoas que trabalham com produtos químicos da agricultura. Borlaug rejeitou enfaticamente muitas destas acusações como infundadas ou falsas.
Borlaug tem sido um perseverante defensor de seus métodos e da biotecnologia em geral para aumentar a produtividade agrícola. No entanto, ele tem sido criticado tanto do ponto de vista econômico quanto do ambientalista. Borlaug rejeitou tais críticas como infundadas ou não-verdadeiras.

### Prêmio Mundial da Alimentação
Em 1986, Borlaug criou o Prêmio Mundial da Alimentação, destinado a reconhecer os indivíduos que melhorem a qualidade, a quantidade e a disponibilidade de alimentos em todo o mundo.

### Morte
Borlaug faleceu em 12 de setembro de 2009, aos 95 anos, por conta de um Linfoma não Hodgkin

## Prêmio Nobel
A Academia Sueca, a organização que gerencia o Prêmio Nobel, reconheceu o trabalho de Borlaug como agrônomo e humanitário ao conceder-lhe o Prêmio Nobel da Paz, em 1970. Borlaug foi uma das cinco pessoas que ganharam o Prêmio Nobel da Paz, a Medalha Presidencial da Liberdade e a Medalha de Ouro do Congresso. Também recebeu o Padma Vibhushan, a segunda mais alta honraria civil da Índia.